# Xã Center, Quận Pocahontas, Iowa
Xã Center (tiếng Anh: Center Township) là một xã thuộc quận Pocahontas, tiểu bang Iowa, Hoa Kỳ. Năm 2010, dân số của xã này là 1.814 người.